# Geraea
Genre
Geraea est un genre de plante à fleurs de la famille des Asteraceae.

## Liste d'espèces
Selon ITIS :
- Geraea canescens Torr. & Gray
- Geraea viscida (Gray) Blake